# Innováció

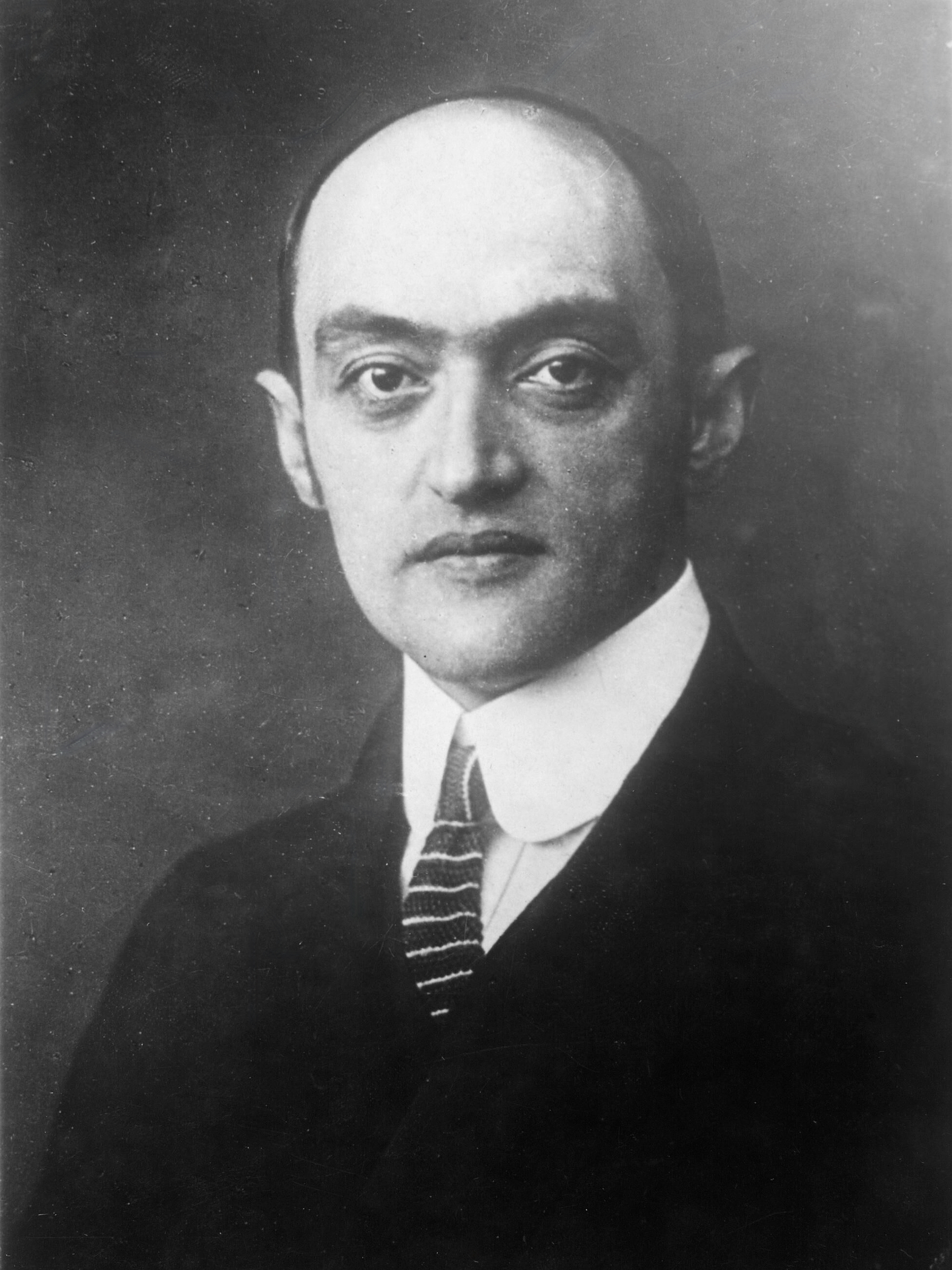
Joseph Alois Schumpeter, osztrák-amerikai közgazdász és politikatudós, Ausztria pénzügyminisztere 1919-ben

Az innováció egy kreatív ötletből születő folyamatot jelöl, amely megvalósítja az ötletet. Az innováció elméleti alapjai legelőször 1934-ben Schumpeter tanulmányában jelentek meg. Ennek nyomán ma a következő típusait különböztetjük meg: új termék bevezetése, új gyártási mód bevezetése, új piac megnyitása, új nyersanyag- vagy félkész termék-forrás megszerzése, iparági átszervezés. A második modernizáció elméletének (Garai László) nyomán az innovációt ma már a gép helyett az ember–gép-rendszerre értelmezzük. A kreativitástól annyiban különbözik, hogy olyan folyamatot jelöl, amelynek egyik első állomása maga a kreativitás, vagyis az alkotóerő, új ötlet, elképzelés, koncepció, amely alapja lehet minden fejlesztésnek. A kreativitás (például feltalálói ötlet) akkor válik innovációvá, ha meg is valósul (a feltalált dolog, eszköz gyártása megindul), vagyis ha az ötletet, elképzelést végül a napi gyakorlatban is alkalmazzák, ha tehát a kreativitás innovatív produktummá válik. Az innováció nem azonos a reformmal, ez utóbbi átfogó, makroszintű modernizációs eljárást jelent, míg innováción a mikroszinten zajló fejlesztések értendők” – foglalja össze az innováció lényegét Százdi Antal. Az innováció mint idegen szakkifejezés magyarosítására tett javaslat az újdonságművelés.

## Fogalommeghatározás
Az innovációt sokan, különféle célból próbálták megragadni, ezért sok fogalom-meghatározás létezik, melyek egyenként részben fedik az innováció tartalmi igazságát, mindegyik más-más vonatkozását ragadja meg. Etimológiailag az innováció szó visszavezethető az in-novare latin kifejezésre. Ennek jelentése: újulásban. A fogalom ennek megfelelően egyaránt magában foglalja a fejlődés bármilyen fajtáját, egyúttal kifejezi annak újdonságként felfogható mivoltát.

### Schumpeter innováció fogalma
Schumpeter az innováción szakmai fejlődést értett. Elmélete szerint a kapitalizmus lényege az innováció lehetőségeinek keresése, melynek során az innováció az egyensúly agresszív lerombolására törekvést jelenti. A környezet nem adott, hanem állandó harcot és mozgást: „kreatív rombolást” fejez ki, ezzel is egy dinamikus, érzékeny szelekciós folyamatot hozva létre. Az innovatív vállalkozó az innováció motorja, aki tevékenysége során módosítja a helyzeteket. Tanulmányában az innovációnak öt alapesetét írja le: (1) új javak eladása, vagy régi javak újszerű előállítása; (2) új szállítási módszerek bevezetése; (3) új piacok feltárása; (4) új termelési anyagok (nyersanyagok vagy félkész áruk) használata; (5) új piaci helyzet kialakítása (pl. új monopolhelyzet megteremtése, illetve régi megszüntetése).

### Egyéb meghatározások
Az új Oslo kézikönyv szerint az innováció fogalma: „Az innováció egy új, vagy egy jelentősen javított termék (áru vagy szolgáltatás), vagy eljárás, egy új marketing módszer, vagy az új szervezeti módszer az üzleti gyakorlatban, munkahelyi szervezetben vagy a külső kapcsolatokban”.
Luecke és Katz az innováció szervezeti meghatározására fektette a hangsúlyt: 
„Az innovációt… általánosságban úgy értelmezhetjük, mint egy új dolog vagy metódus bevezetését… Innováció a megtestesülés, kombináció, tudásszintézis az eredeti, releváns és értékes új termékek, folyamatok vagy szolgáltatások összességében.”
Teresa M. Amablie tette nyilvánvalóvá, hogy az innováció a kreativitással szorosan összefügg, de nem azonos vele. 1996-ban így fogalmazott:  „Minden innováció kreatív ötlettel kezdődik… Mi úgy határozzuk meg az innovációt, mint kreatív ötletek sikeres alkalmazását egy szervezeten belül. Ebben a nézőpontban egyének és csapatok kreativitása az innováció kezdőpontja; az első, de nem elégséges feltétele a másodiknak.”
Reith János szerint az innováció lényegi megvilágítását a következő képlet szemlélteti a legjobban: "Innováció= kitalálás+megvalósítás+elterjesztés, ahol a kitalálás=tudás*kreativitás, megvalósítás= akarat*munka, és elterjesztés=vállalkozás*munka."
Az Amerikai Egyesült Államok kormánya 2008 márciusában életre hívott egy bizottságot, amely az innováció mérhetőségét vizsgálta. Ők is a fogalom meghatározásával kezdték munkájukat. Szerintük az innováció a következő: „Új helyettesítő termékek, szolgáltatások, folyamatok, rendszerek, szervezeti struktúrák vagy üzleti modellek tervezése, feltalálása, fejlesztése és/vagy alkalmazása a fogyasztók számára új értékek, a cég számára pénzügyi bevétel létrehozásával.”
Jellegzetes, hogy az amerikai bizottság a fogalom anyagi nyereséggel járó folyamatként való meghatározásával az üzleti szféra jellegzetes kifejezéseként kezeli az innovációt.  Ennek ellenére a kormányzati szférában és a nonprofit tevékenységekben is elképzelhető innováció.
Az innováció egyaránt jelenti magát a fejlődési folyamatot, és a fejlődési folyamatok eredményét. Ezeken túl az innováció megjelenik a gyakorlati alkalmazásban, mint trend, vállalati érték, vállalati stratégia és személyes kompetencia. Innovációra épülő fogalom az innovativitás, ami az innovációra való képességet jelöli.

## Innovációelmélet

### Az innováció motivációs háttere
Az innovatív fejlődés alapvetően három irányból indulhat el. A három fő meghatározó háttérpólus a kapcsolati tőke, a technológiai bázis és a piac.
A piaci indíttatás egy, a fogyasztók részéről felmerült igény kielégítésére technológiát, megoldási módszerek keresését jelenti. A kutatás kiindulópontja itt a marketing, az igények pontos feltérképezése, pontosítása, karakteressé tétele – ezen a megismerési folyamaton keresztül keresik az igények kielégítéséhez szükséges technológiákat és megoldási módszereket. Az igények feltárása rávilágít a technológiai résekre, amelyek irányt szabhatnak a kutatásokhoz, így befolyásolva az ismeretanyag-bővítés irányát. Az így kialakuló fejlesztési folyamat a hiányzó technológiák meghatározásával nemcsak célokat fektet le, de egyúttal irányt mutat a kutatásra elkülönített pénzügyi háttér optimális felhasználását illetően. Ilyen, piaci indíttatású kutatás általában egy új gyógyszer kutatása.
A technológiai indíttatás ezzel szemben egy új technológiából indul ki, és annak felhasználásához keres üzleti körülményeket. A technológiai bázisú innováció igénybe veszi a marketinget, hogy segítségével kutassa az igényrendszert, abban alkalmazási területeket, réseket keresve. Szélsőséges esetben az is előfordulhat, hogy a marketing eszközeinek segítségével új igényeket alkotnak, hogy a technológia gazdaságilag is hasznosítható legyen. Ilyen, technológiai indíttatású innováció volt az 1980-as évek végén a japán Sony vállalat által piacra dobott szalagkazettás walkman. A walkman sikerének mértékét nem tudták előre megjósolni, sokáig hezitáltak, egyáltalán piacra merjenek-e lépni ilyen eszközzel. A találmány átütő sikertörténetét ismerjük.
A kapcsolat-fejlődési indíttatások a felhasználó-orientált szemléletből származnak és abból indulnak ki, hogy a kölcsönösen kommunikatív jelenlétben és aktív piaci viszonyok között lehetséges a részvevő felek és sajátos szerepükből adódó tevékenységeik mélyülő megértése és ehhez kapcsolódóan a felmerülő szükségek mélyebb és szélesebb körű felismerése és betöltése. Hasonlít ez ahhoz, amit pl. egy jó házasságban, mint kölcsönös elkötelezettségen és mégis tartósan önkéntes együttműködésen alapuló szeretetkapcsolatban a felek egymás részéről megélhetnek. Ugyanez nyilvánvalóan az üzleti életben is produktív, sőt különlegesen innovatív módszertan, mert azontúl, hogy interdiszciplináris, egyszerű, lényegretörő és hatékony is.
- A piaci indíttatástól abban különbözik elsősorban, hogy az itt figyelembe vett kulcssajátosságok túlmutatnak a szakmai és piaci kereteken és azokat az identitás elemeket veszik alapul, amik tettleg megnyilvánulnak. Nagy előnye ennek a keretrendszernek, hogy az a szereplő felek fejlődésével és a gyakorlati arculatoknak dinamizmusaival is számol.
- A technológia itt is eszközként jelenik meg általában. Kivételt képeznek ebben azok a diszciplínák, ahol a kölcsönös identitás és együttműködés ad alapot a megújult technológiának, vagy pl. szocio-kulturálisan meghatározott részének.

Előfordulnak olyan esetek, amikor mind a technológia, mind a piac, mind a kapcsolat-fejlődés adott a fejlesztéshez. Ezek optimális megoldások, könnyen és gyorsan terjedő innovációk. Jó példa erre az internet könnyű és sikeres elterjedése. Olyan esetben viszont, amikor nincs konkrét technológiai eszköz a kezünkben, és még a piaci indíttatás is hiányzik, a kapcsolat-fejlődés mentén további jelentős inspirációk nyerhetők új innováció felé. Ezen felül is előfordulnak nem szándékos, nem tervezett előrelépések. Ez utóbbira jó példa a Viagra hatásának véletlenszerű felfedezése, amit eredetileg szívgyógyszernek kísérleteztek ki.

### Az innováció jellemzői
Az innovációra általánosan jellemző egyfajta interaktív természet. A tudás megszerzése, alakítása központi szerepet kap az innovatív értelmezésekben. A fejlődés, mely az innováció velejárója tulajdonképpeni változtatást jelent a létező döntési szabályokban, és emellett nyer egy vállalkozói funkciót. Ez utóbbit a fejlődéssel járó döntéshelyzeteknek köszönheti, a változtatással a javulás mellett felmerül a kockázat kérdése is. Az innováció egyaránt jelöl kutató és problémamegoldó tevékenységet.
Az innováció nem maximalizáló jellege abban nyilvánul meg, hogy az innovációs folyamat nem a keresleti és kínálati egyensúlyból indul ki, ezért sajátos, evolúciós jellege van. A tanulásnak kiemelt szerepe van az innovációval kapcsolatos fogalmakban. Az innovációs folyamatokat állandó visszacsatolások jellemzik, ábrázolni leginkább nyitott hálóként tudjuk, melyben szinte minden mindennel összefügg. Éppen ezért az innovációs folyamatok általában nem lineárisak, ez az interdiszciplináris jelleg.
A visszacsatolások eredménye, hogy a jelentős folyamatelemek között csomópontok jönnek létre és a folyamatok egyre intenzívebben hatják át egymást, ez azt eredményezheti, hogy kis változtatás a folyamatban is robbanásszerű változásokat okozhat. Az innovációt szokás úgy egyszerűsíteni, hogy az nem más, mint tudástermelés. Az üzleti szféra versenye újféle kooperációtípusokat eredményezett, a versenyben lévő cégek esetenként együtt fejlesztenek ez az innováció kooperáció-teremtő jellege.
A felsorolt jellegek eredményeként a hálószerű működés meglehetősen ellentmondásos, de mind az üzleti, mind a politikai szférát áthatja. Ennek köszönhetően az eredetileg hierarchikus viszonyban lévő elemek között új minőségi és stratégiai kooperációk jönnek létre az éles verseny ellenére. Ez egy sajátos társadalmi összrendszerhez vezet. Az innováció hatása, hogy a tudományos, és üzleti határok szabadsági fokká minősülnek át. Fontos jellemzője az innováció szemléleti módjának az interdiszciplináris megközelítés és a rendszerszemlélet, ezekre leginkább akkor van szükség, ha az innovációs kölcsönhatásokat, az innovációs tevékenységek összefüggéseit elemezzük. Ez utóbbi az innováció rendszer-jellege.

### Az innovációs modellek tipizálása
Az innovációs modellek sokféle módon tipizálhatók. Egy csoportosítás szerint neoklasszikus és evolucionista modellek versengését figyelhetjük meg.
A neoklasszikus megközelítésben a technikai fejlődés egy különálló, exogén folyamat, a technikai hatásokat csak közgazdasági hatásukban fogják fel. A technológiai fejlődés a termelési tényezők új kombinációját hozza létre, a technika a gazdasági hatások szempontjából megfigyelve külső folyamat, amolyan „feketedoboz”. Valójában nem érdekli a technika lényegisége, arra vakon tekint. Nem ismeri konkrét változásait, de felismeri, hogy kétségkívül van hatása, és elvontan csak erre koncentrál. A neoklasszikus nézőpont szerint az egyetlen lényeges mutató a profit és annak változása. Az adott gazdasági térségben végbemenő változások mindig erőegyensúlyhoz vezetnek, ennek természete helyzettől változik. Az erőegyensúly megbomlásában felfedezhető egyfajta szakaszosság: újra és újra megtörténik, majd az egyensúly rövidesen visszaáll. A műszakilag hatékony cég a neoklasszikus felfogás szerint hatékony az erőforrásainak kombinálásában és maximalizálja a profitot.
Az evolucionista megközelítést képviseli a Schumpeter eszméi által ösztönözve keletkezett új közgazdasági gondolkodási iskola. Elméleteit a 20. század második felében újra felkapták, így kialakult a neo-schumpeteriánus irányzat. A neoklasszikus felfogással szemben a technikai fejlődést endogén tényezőként fogják fel. A neo-schumpeteriánusok közül kiemelkedik Nelson és Winter munkássága, amelynek során behatóan vizsgálták a bizonytalanságokat, amelyekkel a cégeknek szembe kell néznie. A legfontosabb bizonytalanság, hogy a cégek előzetesen nem tudják melyik technika lesz sikeres. Mivel nem képesek ellenőrizni az összes technikai alternatíva lehetőségét, viselkedésük nem lehet ‘maximalizáló’, mint a neoklasszikus elméletben.
Az elmélet azért is evolucionista, mert szisztematikusan kihasználja az evolúcióra vonatkozó, elsősorban biológiai ismereteinket. Ilyen visszaköszönő terminus a szelekció, és a variációk termelése. Elméleti megközelítése szerint a cég ugyan profitot keres, de nem valósít meg maximalizációs logikát. Hangsúlyozza az innováció destruktív és egyensúlyellenes jellegét. Az innováció állandó fejlődési lehetőséget hordoz magában, az innovációs versengés sajátossága. Kaotikus folyamatok és gyors rendeződések váltakozása inkább jellemző, mint az egyensúly, mely utóbbi csak kivételes esetekben valósul meg. Felmerül továbbá, hogy az innováció erősen helyi jellegű, mely határt szabhat a nagyobb körű terjesztéseknek. Ezen túl az innovációs folyamatok intézményesítési körülményeinek, és szabályozási szükségleteinek változó természetére is rávilágít. Fontos és visszatérő elméleti motívum a folyamatok kiszámíthatatlansága és előreláthatatlansága.

## Innováció és fenntarthatóság
Nagyon nagy a jelentősége, hogy mi az innováció célja. Korunkban az innováció jelentős részének a munkaerő megtakarítás a célja. Ennek oka, hogy a gépi munka járulékai kisebbek, mint az élőmunkáé. A közmegegyezés szerint a gépi munka sok külsődleges (externális) költségét nem számolják be az élőmunkával való összehasonlításkor. A munkaerő megtakarító innováció így elbocsátásokat okoz. Ez az egyik tényező amely a gazdaságot folyamatos növekedésre kényszeríti, hogy az ilyen innováció által munkanélkülivé váltaknak új elhelyezkedési lehetőségek jöjjenek létre. 
Ha ezek az innovatív változtatások az élőmunka kiváltása mellett nem csökkentik az adott termelésből fakadó környezetterhelést, akkor amiatt, hogy ehhez hozzáadódik az új munkahelyek létrehozásának és működésének környezetterhe az egész rendszer természetre gyakorolt terhelő hatása nő. Ebben tehát megmutatkozik a fenntarthatatlanság egyik jellemzője: a gazdasági cél (kevesebb élőmunkával megoldott termelés) társadalmi hatása negatív és nagyobb környezetterhelést jelent. Ez persze nem jelenti azt, hogy a fenntarthatóság innováció ellenes lenne, szükség van technikai újításokra, azonban ezek önmagukban nem elegendőek.

## A nyelvészetben
A nyelvészetben innovációnak nevezik azokat a szavakat és nyelvi formákat, amelyek egy adott nyelv saját belső fejlődésének eredményeként jöttek létre. 2005-ben megjelent könyvében Davila a következőt jelentette ki: „A köznapi használatban gyakran a szavak használata is innovatív folyamat, és a kreativitást és az innovációt szinonimaként használták, de ez nem helyes. A kreativitás kimerül az új ötletek kitalálásában, az innováció továbbmegy, életre kelti azokat.”

## Külső hivatkozások
- A Magyar Innovációs Szövetség honlapja
- Papanek G. – Pakucs J. – Rohács J. – Hronszky I. – Rechnitzer J.: A magyar kis-közepes vállalatok innovációs képességének fejlesztése. Budapest, 2002.
- Steller, Lea-Katharina: Hogyan súg a retorika, avagy a hangsúlyozás szerepe az innovációban. In: „Nyelv, meggyőzés, érvelés” konferencia. Budapest, 2003.
- Százdi A.: Szakmai fejlesztés az iskolában (In: Új Pedagógiai Szemle 1999. július)
- Vajday A.: Kommunikáció az üzleti életben – Beszélni tudni kell (In: Euro-line Manager)
- dr. Antos László: „Az innováció, mint szakkifejezés magyarosítása” (In: Technika Műszaki Szemle, 2010/9)